# Achille Eugène Finet
Achille Eugène Finet, född den 14 oktober 1863 i Argenteuil, död 1913 i Paris, var en fransk botaniker känd för sina studier av orkidéer i Japan och Kina.
Han var auktor för släktena Arethusantha, Hemihabenaria, Monixus och Pseudoliparis. 1925 fick han släktet Neofinetia uppkallat efter sig.
Auktorsnamnet Finet kan användas för Achille Eugène Finet i samband med ett vetenskapligt namn inom botaniken; se Wikipediaartiklar som länkar till auktorsnamnet.